# 格兰特·肯尼
格兰特·肯尼（英語：Grant Kenny，1963年6月14日—），澳大利亚男子皮划艇运动员。他曾代表澳大利亚参加1984年和1988年夏季奥林匹克运动会皮划艇比赛，其中1984年奥运会获得一枚铜牌。